# Susning.nu
Susning.nu war ein schwedischsprachiges Wiki-Projekt. Das schwedische Wort susning ist umgangssprachlich und bedeutet ungefähr „Ahnung von etwas haben“. Das Projekt wurde im Oktober 2001 von Lars Aronsson gestartet, der auch der Gründer des „Project Runeberg“ ist. Die ersten 3 Jahre bis 2004 konnte Susning von allen Internetnutzern editiert werden. Da dieses Wiki keine vordergründige Zielstellung hatte, entwickelte sich eine Mischung aus Enzyklopädie, Wörterbuch und Diskussionsforum und Susning wurde zum größten schwedischsprachigen und zweitgrößten Wiki weltweit noch vor der schwedischsprachigen Wikipedia zu der Zeit. Im April 2004 gab es über 60.000 Artikel. Aufgrund der großen Popularität war die Webseite auch häufiges Ziel von digitalem Vandalismus. Die verschiedenen Versuche die damit verbundenen Probleme einzudämmen, hatten kaum Erfolg und betrafen teilweise auch aktiv und konstruktiv Schreibende. Ab April 2004 war susning.nu nicht mehr öffentlich bearbeitbar.
Susning wurde im August 2009 komplett abgeschaltet.